# Leroboleng
Leroboleng (jiné názvy Lereboleng nebo Lewono) je menší a v současné době nečinný vulkanický komplex ve východní části indonéského ostrova Flores. Jedná se o nejvýchodnější strukturu zhruba 4,5 km dlouhého vulkanického řetězce, skládající se z trojice sopek. Leroboleng tvoří více než dvacet kráterů a lávový dóm. Největší kráter se nazývá Gelimun a má průměr 250 m. 
V 19. století byly zaznamenány tři středně silné erupce. Sopka se na další století uklidnila, ale aktivitu obnovila (a zároveň ukončila) v červnu 2003.